# Nakajima A6M2-N
Máy bay tiêm kích đánh chặn/tiêm kích-ném bom Nakajima A6M2-N  là một kiểu thủy phi cơ một chỗ ngồi dựa trên thiết kế chiếc Mitsubishi A6M Zero Kiểu 11. Tên chính thức của Hải quân Đế quốc Nhật Bản là Thủy phi cơ Tiêm kích Hải quân Loại 2 Kiểu 11, trong khi Phe Đồng Minh đặt cho nó tên mã là Rufe.

## Thiết kế và phát triển
Chiếc thủy phi cơ này được phát triển từ kiểu máy bay tiêm kích danh tiếng Mitsubishi A6M "Zero", nhằm mục đích hỗ trợ cho các chiến dịch đổ bộ và phòng thủ các căn cứ biệt lập. Nó được dựa trên khung của phiên bản A6M-2 Kiểu 11, với đuôi được cải tiến và bổ sung các phao nổi. Chiếc máy bay này là sản phẩm tinh thần của Shinobu Mitsutake, kỹ sư trưởng hãng Nakajima, và Atsushi Tajima, một trong những nhà thiết kế của công ty. Có tổng cộng 327 chiếc được chế tạo, kể cả chiếc nguyên mẫu ban đầu.
Thật không may cho các phi công, phao nổi chính và các phao phụ hai bên cánh trang bị cho chiếc A6M2-N đã làm suy giảm tính năng bay của nó đến khoảng 20%, đủ để cho Rufe thường không theo kịp ngay cả những chiếc máy bay tiêm kích Đồng Minh thế hệ ban đầu. Tuy nhiên, chiếc Rufe không hẳn đã là một ý niệm lố bịch như thoạt nghỉ; vì dù sao chiếc máy bay tiêm kích Supermarine Spitfire cũng là một kiểu cải biến từ một thiết kế thủy phi cơ mà trong thực tế từng giữ kỷ lục thế giới về tốc độ bay trong một thời gian. Dù sao, cấu trúc nhẹ yếu hơn của chiếc Zero, vốn dùng để bù đắp cho kiểu động cơ Nakajima Sakae tương đối không có hiệu quả so với động cơ Rolls-Royce Merlin, đã không phù hợp cho khái niệm một chiếc thủy phi cơ. 

## Lịch sử hoạt động
Chiếc máy bay bắt đầu được bố trí từ năm 1942 dưới tên gọi Suisen 2 ("Thủy phi cơ Tiêm kích Loại 2"), và chỉ được sử dụng trong các chiến dịch phòng thủ các quần đảo Aleut và Solomon. Những chiếc thủy phi cơ tỏ ra rất hiệu quả trong các cuộc đột kích ban đêm vào những chiếc tàu phóng ngư lôi PT của Mỹ, và chúng rất khó bị phát hiện ngay cả với những dàn radar thô sơ ban đầu. Những cuộc chạm trán đã làm thiệt mạng các sĩ quan và thủy thủ đoàn những chiếc PT như trường hợp chiếc PT 105. Chúng cũng thả pháo sáng chiếu rõ những chiếc PT, vốn mong manh trước hỏa lực của những chiếc khu trục hạm và thường ẩn nấp dựa vào bóng đêm. Vì những chiếc PT thường để lại những lượn sóng phát lân tinh rất dễ phát hiện từ trên không, chúng thường để động cơ chạy ở vòng quay chậm nhằm giảm thiểu những lượn sóng này. Chính vì lý do chủ yếu này mà chiếc PT 109 của John F. Kennedy đã bị bắt gặp trên đường tuần tra duyên hải và bị đụng chìm trong vụ va chạm lịch sử với tàu khu trục Amagiri của Nhật, vì đã không thể kịp xoay trở ra khỏi hướng đi của chiếc tàu Nhật.

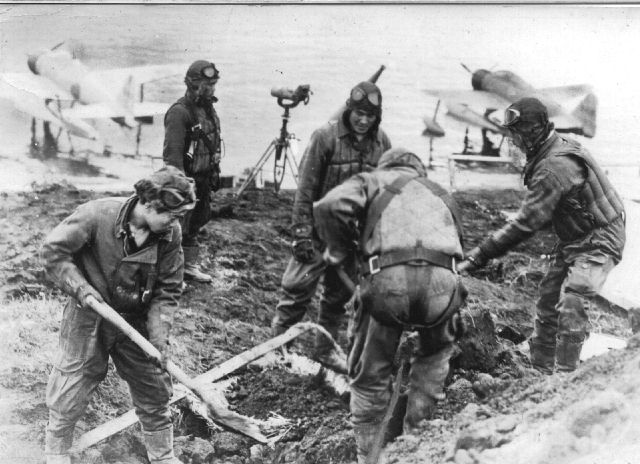
Các phi công A6M2-N tại nơi neo đậu máy bay.

Những chiếc máy bay này phục vụ như là máy bay tiêm kích đánh chặn nhằm bảo vệ các kho nhiên liệu tại Balikpapan và các căn cứ Avon (Đông Ấn thuộc Hà Lan), và tăng cường cho căn cứ Shumushu phía bắc quần đảo Kuril cùng thời gian đó. Những chiếc máy bay tiêm kích này phục vụ trên tàu chở thủy phi cơ Kamikawa Maru hoạt động tại các vùng biển Solomons và Kuriles, cũng như trên những tàu Hokoku Maru và Aikoku Maru trong các trận không kích tại Ấn Độ Dương. Trong các trận chiến tại quần đảo Solomon, các phi công Ách Hải Quân là các thượng sĩ Kawai và Maruyama đã bắn rơi bốn chiếc máy bay tiêm kích Grumman F4F Wildcat của Mỹ. Trong chiến dịch tại quần đảo Aleut, kiểu máy bay này đã đương đầu cùng những chiếc máy bay tiêm kích P-38 Lightning và máy bay ném bom B-17 Flying Fortress. Kiểu máy bay này được sử dụng như là máy bay tiêm kích đánh chặn, máy bay tiêm kích ném bom và máy bay trinh sát tầm ngắn hỗ trợ đổ bộ cũng như các vai trò khác.
Vào giai đoạn cuối của cuộc chiến, Không đoàn Otsu sử dụng những chiếc A6M2-N như là những chiếc máy bay tiêm kích đánh chặn cùng với kiểu máy bay Kawanishi N1K1 Kyofu ("Rex") đặt căn cứ tại hồ Biwa trong khu vực đảo Honshu.

## Các phiên bản
A6M2-N
Thủy phi cơ Tiêm kích Hải quân Loại 2 Kiểu 11

## Các nước sử dụng
Nhật Bản
- Hải quân Đế quốc Nhật Bản

## Đặc điểm kỹ thuật (Nakajima A6M2-N)

### Đặc tính chung
- Đội bay: 01 người
- Chiều dài: 10,13 m (33 ft 3 in)
- Sải cánh: 11,0 m (36 ft 1 in)
- Chiều cao: 3,76 m (14 ft 1 in)
- Trọng lượng không tải: 1.912 kg (3.968 lb)
- Trọng lượng cất cánh tối đa: 2.460 kg (5.423 lb)
- Động cơ: 1 x động cơ Nakajima NK1C Sakae 12 14 xy lanh bố trí hình tròn làm mát bằng không khí, công suất 925 mã lực (692 kW)

### Đặc tính bay
- Tốc độ lớn nhất: 435 km/h (273 mph) ở độ cao 5.000 m (16.404 ft)
- Tầm bay tối đa: 1.780 km (1.106 mi)
- Trần bay: 10.000 m (32.800 ft)
- Tốc độ lên cao: 12,4 m/s (2.448 ft/min)

### Vũ khí
- 2 x súng máy Kiểu 97 7,7 mm (0,303 in)
- 2 x pháo Kiểu 99 20 mm
- 2 x bom 60 kg (133 lb) gắn trên 3 đế

## Nội dung liên quan

### Máy bay liên quan
- Mitsubishi A6M Zero

### Máy bay tương đương
- Bernard H.52
- Kawanishi N1K1 Kyōfū
- Loire 210

### Danh sách liên quan
- Danh sách máy bay chiến đấu
- Danh sách máy bay quân sự Nhật Bản
- Danh sách máy bay trong Chiến tranh Thế giới II
- Danh sách máy bay tiêm kích
- Danh sách máy bay Nhật Bản, Chiến tranh Thế giới II